# كبودان (كوهباية)
كبودان (بالفارسية: کبودان) هي قرية تقع في إيران في قسم كوهبایة الريفي. يقدر عدد سكانها بـ 749 نسمة بحسب إحصاء 2016.